# جوائز إيسابيل فيرير
جوائز إيسابيل فيرير هي جوائز أطلقتها حكومة فالنسيا في إسبانيا في فبراير عام 1999. وتُمنح للأشخاص أو المؤسسات الذين ساهموا بشكل واضح، سواء في حياتهم الشخصية أو في مجالات عملهم أو أنشطتهم الاجتماعية والثقافية، في كسر الصور النمطية والمعتقدات التي تعيق تحقيق المساواة بين النساء والرجال، أو الذين عملوا بجهد من أجل تعزيز هذه المساواة في المجتمع.
يُمنح عدد لا يقل عن ثلاثة جوائز سنويًا. في البداية، لم يكن هناك تصنيف أو درجات للجائزة، ولكن مع مرور الوقت، بدأ تُمنح أحيانًا تكريم شرفي.
يجب أن تُقدَّم ترشيحات الجوائز من قبل جهات أو مؤسسات عامة أو خاصة، وتكون الجائزة عبارة عن منحوتة تذكارية. وقد سُمّيت الجائزة بهذا الاسم تكريمًا لإيسابيل فيرير جينر، وهي امرأة نبيلة من مدينة كاستيون في القرن الثامن عشر، ساهمت في إتاحة التعليم للبنات وتعزيزه من خلال تأسيس مركز تعليمي مجاني بالكامل..